# Bogo Grafenauer
Bogo Grafenauer (ur. 16 marca 1916 w Lublanie, zm. 12 maja 1995 tamże) – słoweński historyk.

## Życiorys
W 1940 roku ukończył studia historyczne. Cztery lata później na Uniwersytecie Lublańskim uzyskał stopień naukowy doktora. Do jego zainteresowań naukowych należała historia Słowenii, ze szczególnym uwzględnieniem dziejów Karantanii, powstań chłopskich i historii Słoweńców karynckich przełomu XIX i XX wieku, historia pozostałych południowosłowiańskich ludów i metodologia historii. Od 1946 roku był adiunktem, a w 1951 roku został profesorem nadzwyczajnym. W 1956 roku został mu nadany tytuł naukowy profesora. Na emeryturę przeszedł w 1982 roku.
W latach 1947–1968 był redaktorem czasopisma naukowego Zgodovinski časopis. W 1972 roku został członkiem Słoweńskiej Akademii Nauki i Sztuki. Był też członkiem jej bośniackiego i serbskiego odpowiednika.
W latach 1978–1988 był prezesem Towarzystwa Słoweńskiego (Slovenskiej maticy).

## Wybrane publikacje
(opracowano na podstawie materiału źródłowego)
- Ustoličevanje koroških vojvod in država karantanskih Slovencev (1952)
- Zgodovina slovenskega naroda (1954–1961)
- Kmečki upori na Slovenskem (1962)
- Boj za staro pravdo v 15. in 16. stoletju na Slovenskem (1974)
- Slovensko narodno vprašanje in slovenski zgodovinski položaj (1987)
- Karantanija (pośmiertnie, 2000)

### Prace zbiorowe
- Historija naroda Jugoslavije (I–II, 1953–1959)
- Povijest poljoprivrednih grana (I–II, 1970–1980)
- Zgodovina Slovencev (1979)